# Bagaran
Bagaran (armenisch Բագարան, „Götterort“, türkisch Pakran, modernes Dorf Kilittaşı) ist eine historische armenische Stadt und Festung, die Ende des 3. Jahrhunderts v. Chr. als heiliger Ort zur Verehrung altarmenischer Götter gegründet wurde und im 9. Jahrhundert kurzzeitig die Hauptstadt der Bagratiden war. Das Ruinenfeld liegt in der osttürkischen Provinz Kars an der durch den Fluss Achurjan gebildeten Landesgrenze zu Armenien. Das kunstgeschichtlich bedeutendste Gebäude Bagarans ist die 624–631 datierte Kathedrale (Theodoros-Kirche, auch Johanneskirche), ein einzigartiger Zentralbau mit vier frei stehenden Mittelpfeilern, dessen im 19. Jahrhundert noch vorhandene Ruine wie der gesamte Ort fast völlig zerstört ist.

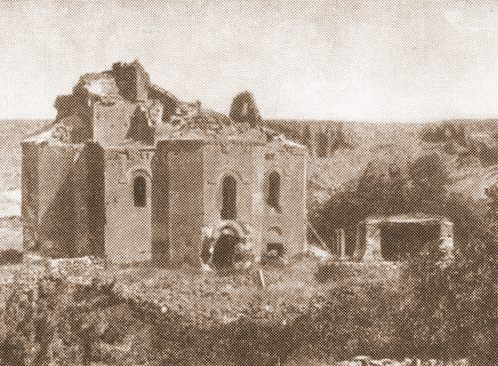
Theodoros-Kirche, vor 1923

Ein Dorf am östlichen Flussufer in der armenischen Provinz Armawir erhielt 1968 den Namen Bagaran. Viele seiner Einwohner stammen von der türkischen Seite.

## Lage
Koordinaten: 40° 12′ 0″ N, 43° 39′ 0″ O
Der historische Ort lag nahe der Einmündung des im äußersten Nordwesten Armeniens entspringenden Achurjan (Akhurian, türkisch Arpaçay) in den Aras, der in südöstlicher Richtung weiterfließt und zusammen mit dem Achurjan die Grenze beider Länder bildet. Innerhalb der Türkei trennt der Aras in diesem Bereich die Provinzen Kars im Norden und Iğdır im Süden. Das Ruinenfeld des historischen Bagaran befindet sich wenig nördlich oberhalb des kurdischen Dorfes Kilittaşı auf einem nach allen Seiten steil abfallenden Felsplateau über dem Ufer des Achurjan etwa fünf Kilometer nordwestlich des gleichnamigen armenischen Dorfes. Ein Weg am steilen Südhang stellte den einzigen Zugang zur Stadt dar.
Etwa zwei bis drei Kilometer nördlich des historischen Ortes stand die Kathedrale von Mren, die mit weiteren Kirchen zum Umfeld der mittelalterlichen armenischen Hauptstadt Ani 34 Kilometer nördlich gehörte. Kilittaşı ist von der Fernstraße 70 halbwegs zwischen Digor und Iğdır erreichbar. Die Zufahrtsstraße beginnt 5,5 Kilometer südlich des Abzweigs nach Karabağ, wo sich die Kathedrale von Mren befand. Der Zugang zu beiden Ruinenstätten ist beschränkt. Bagaran ist nicht identisch mit dem Ort Bagavan (Bagawan, Bagaran) weiter südlich bei Diyadin in der Provinz Ağrı, dessen 46 Meter lange Johanneskirche (631–639) im Jahr 1916 zerstört wurde.
Das armenische Dorf Bagaran mit 652 Einwohnern bei der Volkszählung von 2001 hieß bis 1935 Haji Bairam und bis 1968 Bakhchalar. Es liegt in einer weiten Flussbiegung unmittelbar am Zusammenfluss von Aras und Achurjan auf einer Höhe von 1200 Metern. In Hör- und Sichtweite auf der anderen Seite des Achurjan liegt das türkische Dorf Halimjan. Die Schnellstraße M5 verbindet Jerewan in westlicher Richtung mit Etschmiadsin und Armawir. Ihre Verlängerung führt zum Aras und am Fluss entlang aufwärts zum Dorf Jerwandaschat und nach weiteren vier Kilometern nach Bagaran. Von Norden ist Bagaran von Talin über Karakert auf der M9 zu erreichen. Zwischen Jerwandaschat und Bagaran lag auf einer Hügelkuppe über dem Flussufer die antike Stadt Jerwandaschat (Eruandaschat, Yervandashat), die um 200 v. Chr. von Orontes II. (armenisch Jerwand, Eruand), dem letzten Herrscher der Orontiden gegründet wurde und kurzzeitig die Hauptstadt Armeniens war. In der sozialistischen Zeit befand sich Bagaran in einem grenznahen Sperrgebiet. Um 2008 wurden die Reisebeschränkungen aufgehoben. Einige Felder in der Nähe des Dorfes gehören zu einer neutralen Zone an der Grenze. Bauern, die ihre Felder dort bestellen wollen, benötigen einen Passierschein.

## Geschichte
Bagaran war neben Armawir (bei der gleichnamigen heutigen Stadt) Jerwandaschat, Artaxata, Dvin und Ani einer der sechs mittelalterlichen Hauptstädte Armeniens. Die Gründung des Ortes geht auf Orontes II. (Jerwand) zurück, der von 212 bis 200 v. Chr. regierte. Seit mindestens 400 v. Chr. diente der aus dem Iran stammenden armenischen Dynastie der Orontiden Armawir als Hauptstadt. Orontiden lautet die Umschrift aus dem Griechischen, Jerwandiden (Eurandiden) aus dem Armenischen. Der Name ist von avestisch auruuant, mittelpersisch arwand („mächtig“, „Held“) abgeleitet. Nach Armawir regierten sie von Jerwandaschat, von wo aus sie Bagaran gründeten und zu ihren religiösen Zentrum machten. Der altarmenische Ortsname ist aus bagin, „Altar“ und -aran, „Platz“, „Ort“, zusammengesetzt (vgl. Bagavan mit Suffix -awan, „Ort“). Die Götterfiguren wurden von dem zuvor heiligen Ort Armawir nach Bagaran gebracht und dort auf dem Altar aufgestellt. Der Geschichtsschreiber Moses von Choren erwähnt im 5. Jahrhundert die Statuen von Anahit (Muttergöttin, Schutzpatronin, verwandt mit der zoroastrischen Anahita) und Tir (Orakelgott, Gott der Weisheit und Schrift). Orontes ernannte seinen Bruder Eruaz zum Hohepriester und ließ einen heiligen Wald (armenisch t’sendots antar, „neu geborener Wald“) anlegen. Bagaran wurde unter seiner Herrschaft die heilige Stadt der Orontiden. Im heiligen Wald fanden Rituale statt und die Priester sollen anhand von Blätterrauschen Wahrsagung betrieben haben.
Aufgegeben wurde Armawir unter anderem, weil der Aras sein Flussbett fünf Kilometer nach Süden verlagert hatte und es zu Problemen mit der Wasserversorgung gekommen war. Die Verlagerung der Hauptstadt nach Jerwandaschat geschah laut Simon Payaslian vermutlich wegen einer politisch unsicheren Lage, da sich mehrere Adelsfamilien um die Macht stritten. Indem Orontes II. den Tempelort in Bagaran räumlich getrennt vom Herrschersitz Jerwandaschat anlegen ließ, wollte er demnach vorsorglich verhindern, dass die Pilgermassen sich zu einem Aufstand gegen ihn entschließen konnten. Unter Orontes II. ähnelte die Verwaltung dem griechischen Vorbild und Griechisch wurde als Hofsprache eingeführt.
Mit Artaxias I. (reg. 189–161 v. Chr.) kam im Jahr 189 v. Chr. die Dynastie der Artaxiden an die Macht. Artaxias und Zariadris, der um 200 v. Chr. in der Sophene regierte, nützten mit Unterstützung durch den seleukidischen König Antiochos III. (reg. 223–187) die von internen Streitereien rührende Schwäche der Orontiden aus. Die angreifenden Truppen von Artaxias rückten von der Nordküste des Sewansees vor und trafen in einiger Entfernung von Jerwandaschat auf Orontes’ Einheiten, denen sie große Verluste beibrachten. Der König floh in seine Hauptstadt, gefolgt von den Angreifern. Bei der Erstürmung der Stadt wurde Orontes von einem der Soldaten erstochen. Artaxias wandte sich anschließend mit seinen Truppen gegen Bagaran, den letzten Stützpunkt der Orontiden. In Bagaran töteten sie Eruaz, den Bruder des Königs. Für seine Verdienste während der Gefechte übergab Artaxias die Verwaltung von Bagaran an Smbat, einen seiner Generäle.
Laut der Geschichtschronik von Vardan Arewelcʿi im 13. Jahrhundert übernahm Artaxias in seinem 21. Lebensjahr die Herrschaft und ließ die neue Hauptstadt Artaxata flussabwärts am Aras (beim Kloster Chor Virap) errichten. Dorthin brachte man Gefangene aus allen Gegenden des Reiches und überführte die religiösen Kultobjekte von Bagaran. Das Reich der Artaxiden erstreckte sich in seiner Blütezeit nach dem Tod des seleukidischen Königs 187 v. Chr. im Süden und Westen über Großarmenien hinaus. Bagaran blieb weiterhin ein bedeutendes Kultzentrum der altarmenisch-zoroastrischen Götter bis zur Christianisierung Anfang des 4. Jahrhunderts.
Auf einen 325 n. Chr. verstorbenen Fürsten namens Kamsar geht die armenische Dynastie Kamsakaran zurück, die nach dem Niedergang der Arsakiden als einer deren Zweige zu einer Regionalmacht aufstieg. König Trdat III. (reg. 298 – um 330) übergab ihnen Jerewandaschat, das sie zur Hauptstadt der von ihnen beherrschten Region Arscharunik (größer als die heutige Provinz Armawir) erklärten. Während des Machtkampfs zwischen den Byzantinern und Sassaniden gelang es den Kamsarakan wegen der geografischen Randlage ihres Gebietes, von beiden Großmächten weitgehend unbehelligt zu bleiben. Dennoch nahmen die Kamsarakan 451 und 482–484 auf byzantinischer Seite an Aufständen gegen die Sassaniden teil. 771–772 erhoben sie sich vergeblich gegen die Araber. Nach dieser Niederlage verloren sie ihre Macht an die Bagratiden. Die Kamsakaran sind als bedeutende Bauherren in die Geschichte eingegangen. Neben der Theodoros-Kirche von Bagaran ließen sie unter anderem im 7. Jahrhundert die große Kathedrale und eine kleinere Muttergotteskirche (Surb Astvatsatsin) in Talin errichten. Ein „Klostervorsteher von Bagaran“ namens Samot nahm einer Quelle zufolge 607 bei der Amtseinführung des Katholikos Abraham I. in Dvin teil.
Unter den nachfolgenden Bagratiden (884–1045) war Bagaran anfangs für kurze Zeit die Hauptstadt, bevor Aschots Nachfolger Smbat I. (reg. 890/892–914) die Residenz bei seinem Regierungsantritt nach Schirakawan verlegte und schließlich 961 Ani die bedeutendste Hauptstadt der armenischen Bagratiden wurde. Bagaran blieb ein blühender Handelsposten auf dem Weg von Ani nach Westen. Aschot Msaker („Aschot der Fleischesser“, reg. 809–826/827) ließ einen Familienpalast und ein Mausoleum innerhalb der ummauerten Stadt erbauen. Die Stadt der altarmenischen Götter wurde zum Begräbnisort mehrerer Adligen (Nacharare) der Bagratiden, unter ihnen König Aschot I. (reg. 884–890). Die spätere Grabstätte der Bagratiden war das Kloster Horomos nordöstlich von Ani.
1048 wurde Bagaran bei einem Angriff der Seldschuken beschädigt. Ab der Mitte des 11. Jahrhunderts verloren die meisten armenischen Gebiete ihre Unabhängigkeit und kamen unter byzantinische Verwaltung. 1236 wurde Bagaran wie ganz Armenien von den Mongolen erobert, 1394 zerstörte die Armee Timur Lenks den Ort vollständig. Bagaran verlor seine Bedeutung und war vermutlich bei der osmanischen Eroberung des Gebiets um 1579 bereits verschwunden. Ein Besucher fand 1838 die Gebäude und Umfassungsmauern schwer beschädigt. Anfang des 20. Jahrhunderts lag hier noch ein „garten- und fruchtreiches armenisches Dorf“ mit etwa 800 Einwohnern. Nach dem Ende der kurzzeitig existierenden Demokratischen Republik Armenien eroberten Ende 1920 türkische Truppen während des Türkisch-Armenischen Krieges das Gebiet und die verbliebenen Armenier waren zur Flucht auf die östliche Seite des Flusses gezwungen.

## Erforschung der historischen Stadt
Zum historischen Bagaran gehörten bis Anfang des 20. Jahrhunderts Reste der Umfassungsmauern, eines von Aschot I. gebauten Palastes und von sonstigen Wohngebäuden. Außer der Theodoros-Kirche im Süden der Stadt gab es die Georgskirche im Norden und zwei weitere Kirchen. An die Südseite der Georgskirche war eine kleine Kapelle und an die Westseite war ein Gawit angebaut. Die kleine St.-Schuschan-Kirche (Surb Schuschan), auch Theodorkirche, wurde 914–918 von Fürst Aschot errichtet. Ihre Reste liegen auf armenischer Seite. Die Sechs-Konchen-Anlage folgt dem Grundriss der großen Kirche von Aragads (Aragats, Aragac, 40 Kilometer südöstlich von Ani am Fluss Achurjan) vom Anfang des 7. Jahrhunderts. Die Grabstätte der Bagratiden befand sich neben der Theodoros-Kirche. Von dieser waren bis zu ihrer Zerstörung um 1920 die Wände des Erdgeschosses weitgehend intakt, das Obergeschoss war teilweise erhalten und die Kuppel fehlte. 
Seit Ende des Ersten Weltkrieges konnte mit der Eroberung des Gebiets durch türkische Truppen Bagaran nicht mehr besucht werden. Die Kenntnis der häufig für Stilvergleiche herangezogenen Theodoros-Kirche stammen aus Beschreibungen und Fotografien vom Ende des 19. Jahrhunderts und aus den ersten Jahren des 20. Jahrhunderts. Der georgisch-russische Sprachwissenschaftler Nikolai Marr unternahm 1892–1893 und zwischen 1904 und 1917 archäologische Grabungen in Ani und den umliegenden Orten. Er übersetzte und kommentierte zahlreiche Bauinschriften. Sein Schüler Joseph Orbeli publizierte 1913 und 1917 zwei Aufsätze zu den Inschriften von Bagaran. Hierauf beruhen die architekturgeschichtlichen Einordnungen, die Josef Strzygowski 1918 veröffentlichte. Er traf laut seinem Tagebuch bei seiner dreiwöchigen Rundreise durch Armenien am 1. Oktober 1913 zu einem kurzen Besuch in Bagaran ein.
Die längste Inschrift in erkat‘agir (altarmenische „Eisenschrift“ von erkat, „Eisen“ und gir, „Schrift“) führte nach Orbelis Angaben außen um das gesamte Kirchengebäude. Sie begann an der Nordseite der Westkonche und verlief gegen den Uhrzeigersinn in einer Linie entlang der obersten Mauerreihe bis zur Nordkonche. Unklar ist, weshalb an manchen Wandbereichen die Schrift zweizeilig war. Der Inhalt des ersten Teils der Schrift scheint chronologisch zu sein. Genannt werden der Auftraggeber But Arueghean und seine Frau Annay, die, nachdem ihr Ehemann ermordet wurde, sein Werk fortsetzte. Der zweite undatierte Teil könnte später auf Annays Anweisung ergänzt worden sein, die sich möglicherweise durch die unten angesetzten Zeilen den Schutz Gottes für sich und ihre Nachkommen erbat.
Nach der gängigen Lehrmeinung, die sich auf die Interpretation dieser Inschrift beruft, wurde die Theodoros-Kirche zwischen 624 und 631 errichtet. Der georgische Kunsthistoriker Georgi Tschubinaschwili war ein vehementer Kritiker von Strzygowskis Frühdatierungen der armenischen Kirchen und verwies auf Orbelis Ansicht, dass die erste Inschrift auch wesentlich später als im 7. Jahrhundert angebracht worden sein könnte.

## Theodoros-Kirche
Die ältesten erhaltenen armenischen Zentralbauten sind Anlagen mit vier Konchen, die in den vier Himmelsrichtungen von einem quadratischen Baukörper ausgehen. Dieser wird von einer Kuppel mit einem dazwischen geschalteten Tambour überdeckt. Die zentrale Kuppel wurde zu einem charakteristischen Merkmal der armenischen (wie der georgischen) Architektur, wobei auch mehrere frühchristliche Basiliken bei einem Umbau in frühchristlicher Zeit statisch umgerüstet wurden, damit sie eine Kuppel tragen konnten. Hierzu war es erforderlich, zwei Pfeiler in jeder Pfeilerreihe einer dreischiffigen Basilika zu verstärken, um über dieser Vierung ein durch Gurtbögen gebildetes Quadrat als Auflage für Tambour und Kuppel zu bilden. Eine solche Entwicklung durchlief möglicherweise die Tekor-Basilika, deren vorhandenes basilikales Kirchenschiff in den 480er Jahren eine der ältesten armenischen Steinkuppeln erhalten haben könnte. Nach anderer Auffassung war die Tekor-Basilika von Anfang an als Kuppelbau geplant. Eine eindeutig durch einen Umbau Anfang des 7. Jahrhunderts entstandene Kuppelbasilika war die zweite Kathedrale von Dvin. Hiervon abgeleitet entstand in der zweiten Hälfte des 7. Jahrhunderts die von Anfang an als Kuppelbasilika geplante Kathedrale von Talin. Eine Variante hiervon sind die Kuppelhallen von Ptghni und Arutsch sowie die Hauptkirche des Klosters Marmaschen. Bei diesen tragen anstelle der vier Pfeiler Wandvorlagen die Last der Kuppel.  
Gegenüber den Kuppelbasiliken sind Zentralbauten mit vier freistehenden Mittelpfeilern, zu denen die Theodoros-Kirche (Kathedrale) von Bagaran gehörte, selten. Zwei weiter verbreitete Typen von Zentralbauten sind: Kreuzkuppelkirchen ohne Mittelpfeiler, bei denen der Tambour von den vier inneren Wandecken getragen wurde, etwa die Kamrawor-Kirche von Aschtarak und Lmbatavank, sowie quadratische Bauten, deren Kuppel auf den Wandmitten aufliegt wie die Johanneskirche von Mastara. Alle stammen aus dem 7. Jahrhundert.
Als Ausgangspunkt für die Theodoros-Kirche gilt die um 485 errichtete Kathedrale von Etschmiadsin (Etschmiadsin II). Vier aus dem Wandmitten des quadratischen zentralen Baus ragende Konchen übernehmen in Etschmiadsin die seitlichen Schubkräfte, die von der auf vier Pfeiler ruhenden Kuppel ausgehen. Eine solche Konstruktion wurde nur ein einziges Mal bei der Kirche von Bagaran wiederholt. Dafür wurde im 7. Jahrhundert, das als goldenes Zeitalter der armenischen Architektur bezeichnet wird, mit einer Vielzahl bis dahin unbekannter Formen experimentiert, die neben der Spaltung in Glaubensfragen auch architektonisch als Trennung von der byzantinischen Kirche zu verstehen sind. Der wohl bedeutendste Zentralbau aus dieser Zeit war die Kathedrale von Swartnoz, deren vier zentrale Pfeiler zur Stabilisierung durch halbrunde Säulenstellungen miteinander verbunden waren und so im Grundplan einen Vierpass bildeten. Diese Anordnung reichte jedoch nicht, um die Schubkräfte der immensen Kuppel aufzufangen, sodass der Kernbau durch einen äußeren kreisrunden Umgang erweitert wurde. Im Unterschied zu Bagaran wurde Swartnoz einige Male nachgeahmt – bis zur Rundkirche von Bana im 10. Jahrhundert.
Während Etschmiadsin im Grundriss Bagaran vorwegnimmt, jedoch bis auf den aufgesetzten Tambour eingeschossig ist, entspricht der dreigeschossig in Rücksprüngen steil aufragende Bau von Swartnoz der ebenfalls hohen dreigeschossigen Theodoros-Kirche. Das Erdgeschoss der Theodoros-Kirche besaß eine quadratische Grundfläche von etwa 14 × 14 Metern, aus der vier gleich große, innen kreisrunde und außen polygonale Konchen herausragten. Eine halbkugelförmige Decke schloss die Konchen. Die beiden Eingänge befanden sich in der Süd- und der Westkonche. An der Ostwand waren zu beiden Seiten der Altarapsis Nebenräume mit hufeisenförmigen Apsiden angebaut, die vom Hauptraum betreten wurden. Darüber saß ein kreuzförmiges Obergeschoss, über dem sich zurückgesetzt in der Mitte der Tambour und das Pyramidendach der Kuppel erhoben. Die Außenhöhe ohne Tambour betrug etwas über 15 Meter. Die Verbindung zwischen dem mittleren Kuppelquadrat und dem Quadrat der Außenwände erfolgte durch Tonnengewölbe. In dieser dreigestuften Höhengliederung war die Theodoros-Kirche Vorbild für die wenige Jahre später errichtete Kathedrale von Swartnoz.
Die Theodoros-Kirche von Bagaran spielt in Strzygowskis Theorie von der Entwicklung des armenischen Zentralkuppelbaus eine wesentliche Rolle. Seiner Ansicht nach wurden diese Zentralbauten bereits im frühen 4. Jahrhundert gleichzeitig in Armenien und im Iran – wie in Bagaran zu sehen – um vier frei stehende Pfeiler unter der Kuppel ergänzt, woraus sich später im Grundriss immer kompliziertere „Strebenischenbauten“ mit zusätzlichen Eckräumen entwickelt hätten. Demnach seien auf den „Mastara-Typ“ Bauten des komplexeren „Awan-Hripsime-Typs“ mit zusätzlichen Eckräumen gefolgt. Tatsächlich ist bei diesen Kirchen des 7. Jahrhunderts keine zeitliche Abfolge erkennbar, weshalb heute von einer parallelen Entwicklung ausgegangen wird. Außerdem ist über armenische Zentralbauten aus dem 4. Jahrhundert nichts bekannt. Kirchengeschichtlich falsch war Strzygowskis Annahme, weil er die Entwicklung dieses christlichen Sakralbautyps in Armenien früher als die Erhebung des Christentums zur Staatsreligion im Römischen Reich 313 datierte. 
Am Entwicklungsbeginn der Zentralkuppelkirchen im christlichen Osten standen vermutlich zentralasiatische und iranische Kuppelbauten, die um Apsiden erweitert wurden und vorrangig in derselben Funktion wie die heidnischen Vorbilder als Mausoleen oder Gedächtnisorte gedient haben. Im Iran gerieten bei dieser Frage die in sassanidischer und arabischer Zeit errichteten Tschahar Taq (čahār-ṭāq, „vier Bögen“) ins Blickfeld: von einer hohen Kuppel überwölbte quadratische Räume, die zumindest zu einem Teil als Feuertempel dienten. Zoroastrische Feuertempel wurden während der sassanidischen Oberherrschaft auch in Armenien errichtet, nur scheinen die überkuppelten und zugleich von Wänden umschlossenen Feuertempel, wie sie sich Strzygowski idealisiert vorstellte, die Ausnahme gewesen zu sein.
Nach der armenischen Überlieferung liegt dem von einer Kuppel überwölbten und in die Höhe strebenden Zentrum der Kirchen eine Vision des heiligen Gregor zugrunde, der Anfang des 4. Jahrhunderts aus Kappadokien kam und das Christentum in Armenien einführte.